# Harald Pechlaner
Harald Pechlaner (* 1965 in Meran) ist ein italienischer Wirtschaftswissenschaftler und Tourismusexperte.

## Leben
Nach der Promotion 1993 zum Doktor der Sozial- und Wirtschaftswissenschaften an der Universität Innsbruck war Pechlaner bis 1998 Leiter der Abteilung Fremdenverkehr der Südtiroler Landesregierung sowie Direktor der in Bozen ansässigen Südtirol Tourismus Werbung. Anschließend folgte die Habilitation bis 2002 am Institut für Unternehmensführung und Tourismus der Universität Innsbruck. Seit 2003 ist er Inhaber des Lehrstuhls Tourismus / Zentrums für Entrepreneurship der Katholischen Universität Eichstätt-Ingolstadt. Seit 2014 ist Pechlaner außerdem Adjunct Research Professor an der Curtin University in Australien. 2021 wurde er zum Ehrendoktor der slowakischen Matej-Bel-Universität Banská Bystrica ernannt.
Darüber hinaus ist Harald Pechlaner Leiter des Centers for Advanced Studies des Forschungszentrums Eurac Research in Bozen, Südtirol, Italien, seit 2014 Präsident der Internationalen Vereinigung Wissenschaftlicher Tourismusexperten (AIEST) und seit 2017 Wissenschaftlicher Leiter des Kompetenzzentrums Tourismus des Bundes.
Seine Forschungsschwerpunkte sind Destinationsentwicklung und -management, Destination Governance, Destination Design, Stakeholder-Management, Entrepreneurship, unternehmerische Ökosysteme und Leadership. Forschungs- und Lehraufenthalte führten ihn bislang unter anderem an die University of Wisconsin-Stout und University of Colorado at Boulder in den Vereinigten Staaten, die Freie Universität Bozen in Italien, die University of Surrey im Vereinigten Königreich sowie die University of Queensland in Australien.

## Schriften (Auswahl)
Harald Pechlaner ist Autor oder Herausgeber von über 80 Büchern, davon u. a.:
- mit Hannes Obermair (Hrsg.): Eurac Research – Inventing Science in a Region. Eurac Research – Athesia-Tappeiner, Bozen 2022, ISBN 978-88-6839-628-2.
- mit Daria Habicher, Elisa Innerhofer (Hrsg.): Transformation und Wachstum: Alternative Formen des Zusammenspiels von Wirtschaft und Gesellschaft. Springer Gabler Verlag: Wiesbaden 2021, ISBN 978-3-658-32808-5.
- mit Natalie Olbrich, Julian Philipp, Hannes Thees (Hrsg.): Towards an Ecosystem of Hospitality – Location:City:Destination. Llanelli, Wales 2002. ISBN 978-1-802581867.
- mit Ingrid Kofler, Elisa Innerhofer, Anja Marcher, Mirjam Gruber (Hrsg.): The Future of High-Skilled Workers – Regional Problems and Global Challenges. Cham 2020, ISBN 978-3-030-42870-9.
- Tourismus-Destinationen im Wettbewerb. Wiesbaden 2003, ISBN 3-8244-9113-3.
- Private banking. Eine Wettbewerbsanalyse des Vermögensverwaltungs- und Anlageberatungsmarktes in Deutschland, Österreich und der Schweiz. Zürich 1993, ISBN 3-7253-0479-3.